# Lee Millerbrug
De Lee Millerbrug (brug 2080) is een nog te bouwen brug in Amsterdam-Oost.
De brug wordt in 2023 en 2024 gebouwd en zal in de Pampuslaan de verbinding verzorgen tussen het Centrumeiland en het Strandeiland binnen de wijk IJburg. De brug overspant dan de Merdekagracht. De brug werd echter al op 6 juli 2021 vernoemd naar fotografe en oorlogscorrespondente Lee Miller.  
Het ontwerp van deze brug is geleverd door het bureau van Nicholas Grimshaw, die voor IJburg ook de Enneüs Heermabrug ontwierp. Het kantoor is ook verantwoordelijk voor het ontwerp van de Annemie Wolffbrug tussen Haveneiland en Centrumeiland die in dezelfde periode wordt gebouwd. Volgens het ontwerp krijgt de brug een vrij lange aanloop. Onder het brugdek zijn bedrijfsruimten gepland, die verhuurd kunnen worden aan bedrijven die zich op het gebied van watersport bevinden. De bedrijven zijn bereikbaar via een steiger, die aansluit op een voetpad onder de brug door. De brug wordt ook geschikt gemaakt als ecologische verbinding met een aparte constructie die onder het brugdek hangt. Bovendien worden de borstweringen uitgerust met ruimten voor vogelnestjes en vleermuizen. Aan de noordwestzijde van de brug komt een strand.
De brug wordt opgedeeld in aparte rijdekken voor snel- en langzaam verkeer.
<<< · 2000 · 2001 · 2002 · 2003 · 2004 · 2005 · 2006 · 2007 · 2008 · 2009 · 2010 · 2011 · 2012 · 2013 · 2014 · 2015 · 2016 · 2017 · 2018 · 2019 · 2020 · 2021 · 2022 · 2023 · 2025 · 2026 · 2027 · 2028 · 2029 · 2030 · 2031 · 2032 · 2033 · 2034 · 2035 · 2036 · 2037 · 2038 · 2039 · 2040 · 2041 · 2042 · 2043 · 2044 · 2045 · 2046 · 2047 · 2048 · 2050 · 2051 · 2054 · 2060 · 2080 · 2085 · 2086 · 2087 · 2088 · 2089 · 2090 · 2091 · 2092 · 2093 · 2094 · 2095 · 2096 · 2097 · 2098 · 2099
De overige brugnummers waren in januari 2022 (nog) niet bekend; de Uyllanderbrug ligt officieel in Diemen, maar heeft de Amsterdamse nummering 2007.